# Parosmia simulans
Parosmia simulans là một loài bướm đêm trong họ Noctuidae.